# Лудвиг Бинсвангер
Лудвиг Бинсвангер (на немски: Ludwig Binswanger) е швейцарски психиатър.

## Научна дейност
Бинсвангер пръв прилага екзистенциалните идеи към лекуването на разстроени личности чрез това, което той нарича „екзистенциална анализа“. Тази терапия има за цел реконструирането на вътрешния свят на опита при психично разстроените хора. Той отхвърля позитивизма, детерминизма и материализма. Според него ние сме напълно отговорни за собственото си съществуване, свободни сме да решаваме какво можем и какво не можем да правим. Да бъдеш в света е същността на нашето съществуване. Ние не можем да живеем извън света или да съществуваме в свят, отделен от нас самите. Възможно е обаче да отидем отвъд света – често по трансцендентален начин. Това означава, че можем да осъзнаем пълните възможности на своето съществуване. Нашата цел в битието е автентичното съществуване. Когато позволяваме да бъдем доминирани от другите или се подчиняваме на силите на средата, нашето съществуване става неавтентично. С промяната на съществуването съществува винаги възможността човек да стане нещо повече или нещо по-добро. Този, който отказва да „става“, ще стане статичен. Хората, които развиват невротични или психотични тенденции, са отказали да пораснат или „да станат“.